# Beilerstraat 37 (Assen)
Het woonhuis aan de Beilerstraat 37 in de Nederlandse stad Assen is een monument.

## Beschrijving
Het huis werd omstreeks 1875 gebouwd aan de Beilerstraat in een eclectische stijl en is verwant aan het Asser type, een benaming die in de stad wordt gegeven aan verdiepingsloze woonhuizen met een verhoogde middenpartij. In andere regio's wordt dit type ook wel middenganghuis genoemd. 
Het gepleisterde pand heeft een met pannen gedekt afgeknot schilddak. De symmetrische voorgevel is vijf traveeën breed, met een centrale entree en een verhoogde middenpartij met dakkapel. Boven de afgeronde vensters en de entree zijn sierprofielen aangebracht.

## Waardering
Het pand is een gemeentelijk monument.